# Pelta

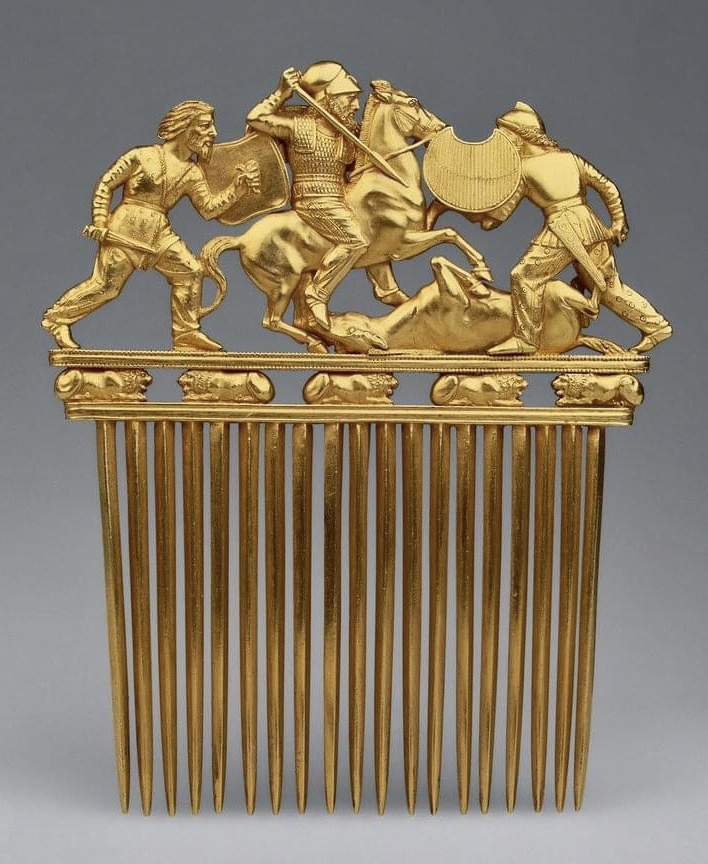
Strijder met een lunatis peltis op een Scythische gouden kam, waarschijnlijk van Griekse makelij.

Pelta of peltê (πέλτη; mv. πέλται [ook gebruikt door Xenophoon voor de lange lansen van de peltasten]) was een klein, rond schild uit vlechtwerk of hout (Xen., Anab. II 1.6.), overtrokken met huid of leer en zonder de metalen rand (antyx) (Timaeus, Lex. Plat. s. v.). Lichte en kleine schilden van gevarieerde vorm werden door talrijke naties gebruikt, lang voor de overnamen van de peltê door de Grieken. Het kleine ronde schild of cetra was een soort van pelta en werd voornamelijk door de inwoners van Hispania en Mauretania gebruikt. De Pelta wordt ook gezegd soms vierhoekig te zijn geweest (Schol., in Thucyd. II 29.). Een licht schild van gelijkaardige bouw maakte deel uit van het pantser in Thracië (Thucyd., II 29; Eurip., Alces. 516, Rhes. 407; Max. Tyr., Diss. VII.) en in verschillende delen van Asia en werd hierbij aan de Amazones toegeschreven, in wiens handen het voorkomt op antieke afbeeldingen soms ellipsvormig, soms uiteenlopend gebogen aan de rand, maar gewoonlijk met een halfronde insnijding op een zijde (lunatis peltis, Virg., Aen. I 490, XI 663).

## Referentie
- W. Smith, art. pelta, in W. Smith (ed.), Dictionary of Greek and Roman Antiquities, Londen, 1870, p. 882.